# 柴圭汰
柴 圭汰（しば けいた、2002年9月12日 - ）は、埼玉県出身の元サッカー選手。ポジションはミッドフィールダー(MF)。

## 来歴
中体連出身で小柄な選手だったが、高校は埼玉の強豪・昌平高校に進学。2年時からスタメンを勝ち取り、全国高等学校サッカー選手権大会にも出場し、大会終了後には優秀選手にも選出された。
2021年より昌平高校から福島ユナイテッドFCに加入した。3月16日、開幕戦の藤枝MYFC戦でスタメンデビューを果たした。
2023年6月には、練習中に鼻骨を骨折するアクシデントに遭った。同年12月3日、福島ユナイテッドFCは契約満了を発表。同年12月12日に開催されたJリーグ合同トライアウトに出場した。
2024年1月31日に現役引退を発表。

## 所属クラブ
- 伊奈小針サッカー少年団
- 伊奈町立小針中学校
- 昌平高校
- 2021年 - 2023年 福島ユナイテッドFC

## 個人成績
| 国内大会個人成績 | 国内大会個人成績 | 国内大会個人成績 | 国内大会個人成績 | 国内大会個人成績 | 国内大会個人成績 | 国内大会個人成績 | 国内大会個人成績 | 国内大会個人成績 | 国内大会個人成績 | 国内大会個人成績 | 国内大会個人成績 |
| 年度             | クラブ           | 背番号           | リーグ           | リーグ戦         | リーグ戦         | リーグ杯         | リーグ杯         | オープン杯       | オープン杯       | 期間通算         | 期間通算         |
| 年度             | クラブ           | 背番号           | リーグ           | 出場             | 得点             | 出場             | 得点             | 出場             | 得点             | 出場             | 得点             |
| 日本             | 日本             | 日本             | 日本             | リーグ戦         | リーグ戦         | リーグ杯         | リーグ杯         | 天皇杯           | 天皇杯           | 期間通算         | 期間通算         |
| ---------------- | ---------------- | ---------------- | ---------------- | ---------------- | ---------------- | ---------------- | ---------------- | ---------------- | ---------------- | ---------------- | ---------------- |
| 2021             | 福島             | 35               | J3               | 12               | 0                | -                | -                | -                | -                | 12               | 0                |
| 2022             | 福島             | 35               | J3               | 10               | 0                | -                | -                | 0                | 0                | 10               | 0                |
| 2023             | 福島             | 35               | J3               | 8                | 0                | -                | -                | 0                | 0                | 8                | 0                |
| 通算             | 日本             | 日本             | J3               | 30               | 0                | -                | -                | 0                | 0                | 30               | 0                |
| 総通算           | 総通算           | 総通算           | 総通算           | 30               | 0                | -                | -                | 0                | 0                | 30               | 0                |

## タイトル

### 個人
- 全国高等学校サッカー選手権大会・優秀選手（2020年）